# Lília Momplé
Lília Maria Clara Carrière Momplé (Illa de Moçambic, província de Nampula, 19 de març de 1935) és una escriptora moçambiquesa.

## Biografia
Lília Maria Clara Carrièrre Momplé va néixer a Nampula. La seva ascendència familiar és una barreja de diversos elements ètnics (macua, francès, indi, xinés i mauricià). Va estudiar a l'Escola de Treball Social a Lisboa i va acabar amb un grau en Treball Social. El 1972 va tornar a Moçambic on ocupà diversos càrrecs. De 1995 a 2001 es va convertir en secretària general de l'Associação dos Escritores Moçambicanos, i representant del Consell Executiu de la UNESCO (2001-2005). També va representar a Moçambic en diverses reunions internacionals.
Una gran part de la influència literària ve de la seva àvia, qui sempre li explicava històries, d'escriptors portuguesos com Eça de Queirós i Fernando Pessoa i dels poemes del moçambiquès José Craveirinha. Com Lília Momplé fou professora durant molts anys, molts dels temes de les seves narratives enfoquen el tema de l'educació. En les seves obres també explora els rols tradicionals de les dones i les expectatives que les acompanyen en la societat, juntament amb les dificultats que s'enfronten. Tendeix a posar l'accent en qüestions relacionades amb la raça, la classe, el gènere i les diferències de color i origen ètnic.

## Premis
- Premi de Novel·la (João Dias) al Concurs Literari del Centenari de Maputo amb el conte Caniço.
- Premi José Craveirinha de Literatura (2011)

## Obres
- Ninguém matou Suhura. Maputo, Associação dos Escritores Moçambicanos, 1988, Colecção Karingana, n.º 7. Cinc contrs basats en fets verídics de l'època colonial[4]
- Neighbours. Maputo, Associação dos Escritores Moçambicanos, 1995. 2.ª ed., 1999. Colecção Karingana, n.º 16 ; Ilustração da capa: óleo de Catarina Temporário
- Os olhos da cobra verde. Maputo, Associação dos Escritores Moçambicanos, 1997. Colecção Karingana, n.º 18